# Ces-dur

Znaki chromatyczne w gamie Ces-dur

Ces-dur – gama muzyczna oparta na skali durowej, której toniką jest ces. Gama Ces-dur zawiera dźwięki: ces, des, es, fes, ges, as, b. tonacja Ces-dur zawiera siedem bemoli.
| Gama Ces-dur zapisana za pomocą przygodnych znaków chromatycznych | Audio playback is not supported in your browser. You can download the audio file. |
| Gama Ces-dur zapisana za pomocą znaków przykluczowych             | Audio playback is not supported in your browser. You can download the audio file. |

Równoległą gamą molową jest as-moll.
Ces-dur to także akord, zbudowany z pierwszego (ces), trzeciego (es) i piątego (ges) stopnia gamy Ces-dur.
| Akord Ces-dur | Audio playback is not supported in your browser. You can download the audio file. |

Tonacja w praktyce muzycznej bardzo rzadko używana z uwagi na trudność w odczytywaniu zapisu z 7 bemolami. Enharmonicznie równoważną tonacją jest H-dur.
Ces-dur jest stosunkowo często używana w utworach harfowych z uwagi na specyfikę tego instrumentu (harfa jest strojona właśnie w Ces-dur i w tej tonacji najlepiej brzmią jej struny; H-dur zaś wymaga podwójnego skrócenia strun i źle brzmi).